# Motor GM High Value
La família de motors High Vaue de General Motors són un grup de motors tipus Pushrod de 6 cilindres en V a 60º amb un diàmetre de 99 mm. Aquests motors van ser els primers OHV a implementar-se el sistema de distribució variable VVT, i va guanyar el premi Breakthrough Award from Popular Mechanics del 2006 per implementar aquesta innovació.
Per al 2007, el motor 3900 incorporarà un sistema de desconnexió de cilindres anomenat Active Fuel Management, que desconnecta una bancada de cilindres per reduir el consum. És possible que també pugui afegir-se una disseny de 3 vàlvules per cilindre.
Aquests motors estan fabricats des del 2005, a Tonawanda, Nova York.
El predecessor d'aquest motor és el Motor 60-Degree V6. Motors equivalents amb aquest són el Vulcan de Ford i el Chrysler 3.3.

## 3.5

### LX9
El LX9 3500 (3.5L) és un OHV basat amb el 3400 V6. Incorpora electronic throttle control. El diàmetre (bore) és de 94 mm i la carrera (stroke) és de 84 mm per un motor amb un cubicatge de 3498 cc (213 in³). Una nota de premsa de GM sobre el debut del Chevrolet Malibú el 2004 prometia un motor fiable, durador, econòmic i suau respecte a l'anterior generació de motors. La potència d'aquest motor va dels 196 als 201 cv i la torsió, de 288 N·m (213 lb·ft) a 299 N·m (221 lb·ft). Aquest motor ha estat substituït per un 3.5L LZ4 V6 el 2007.
Vehicles que han equipat aquest motor són:
- 2005-2006 Buick Terraza/Chevrolet Uplander/Pontiac Montana/Saturn Relay
- 2004-2006 Chevrolet Malibu/Chevrolet Malibu Maxx
- 2005-2006 Pontiac G6

### LZE
El LZE 3500 (3.5L) és un motor OHV basat en el 3.9 LZ9 que admet E85 i incorpora un sistema de distribució variable VVT. El bloc és d'acer i el cap dels pistons és d'alumini. El diàmetre (bore) és de 99 mm i la carrera (stroke) és de 76 mm per un motor amb un cubicatge de 3510 cc (214 in³). La potència d'aquest motor va dels 211 als 224 cv i la torsió, de 290 N·m (214 lb·ft) a 298 N·m (220 lb·ft).
Vehicles que han equipat aquest motor són:
- 2006-actualitat Chevrolet Impala/Monte Carlo

### LZ4
El LZ4 3500 (3.5L) és un motor OHV basat en el 3.9 LZ9 que admet E85 i incorpora un sistema de distribució variable VVT. El bloc és d'acer i el cap dels pistons és d'alumini. El diàmetre (bore) és de 99 mm i la carrera (stroke) és de 76 mm per un motor amb un cubicatge de 3510 cc (214 in³). La potència d'aquest motor va dels 211 als 224 cv i la torsió, de 290 N·m (214 lb·ft) a 298 N·m (220 lb·ft).
Vehicles que han equipat aquest motor són:
- 2006-actualitat Chevrolet Impala/Monte Carlo
- 2007-actualitat Chevrolet Malibu/Chevrolet Malibu Maxx/Pontiac G6/Saturn Aura

Observació: GM es refereix sovint a aquest motor com a "3.5L V6 with Variable Valve Timing".

## 3.9
El diàmetre (bore) és de 99 mm i la carrera (stroke) és de 84 mm per un motor amb un cubicatge de 3880 cc (237 in³).

### LZ8
El nou LZ8 3900 (3.9L) incorpora un sistema de distribució variable VCT, roller rocker arms i una variable resonance intake manifold. La potència és de 240 cv i 332 N·m (241 ft·lb). Posteriorment es fabricarà una versió amb 3 vàlvules per cilindre.
Vehicles que han equipat aquest motor són:
- 2006-actualitat Buick Terraza/Chevrolet Uplander/Pontiac Montana/Saturn Relay

### LZ9
El LZ9 3900 (3.9L) té la mateixa tecnologia VCT que l'anterior model. Incorpora el 2007 un sistema de desconnexió de cilindres anomenat Active Fuel Management. La potència és de 242 cv i 332 N·m (242 ft·lb). Posteriorment es fabricarà una versió amb 3 vàlvules per cilindre.
Vehicles que han equipat aquest motor són:
- 2006 Pontiac G6 GTP
- 2007-actualitat Pontiac G6 GT
- 2006-actualitat Chevrolet Malibu SS
- 2007-actualitat Chevrolet Impala/Monte Carlo

### LGD
El LGD 3900 (3.9L) basat en el 3.9 LZ8 que admet E85. La potència és igual a la del LZ8.
Vehicles que han equipat aquest motor són:
- 2007-actualitat Buick Terraza
- 2007-actualitat Chevrolet Uplander
- 2007-actualitat Pontiac Montana
- 2007-actualitat Saturn Relay